# Dennis Hall
Pour les articles homonymes, voir Hall.
Dennis Hall est un lutteur américain spécialiste de la lutte gréco-romaine né le 5 février 1971 à Milwaukee.

## Biographie
Lors des Jeux olympiques d'été de 1996 se tenant à Atlanta, il remporte la médaille d'argent en combattant dans la catégorie des -57 kg.